# Cheste
Cheste (katalánsky Xest) je město ve Španělsku, ležící necelých 30 kilometrů západně od města Valencie. Ve městě žije cca 7 300 obyvatel.

## Galerie

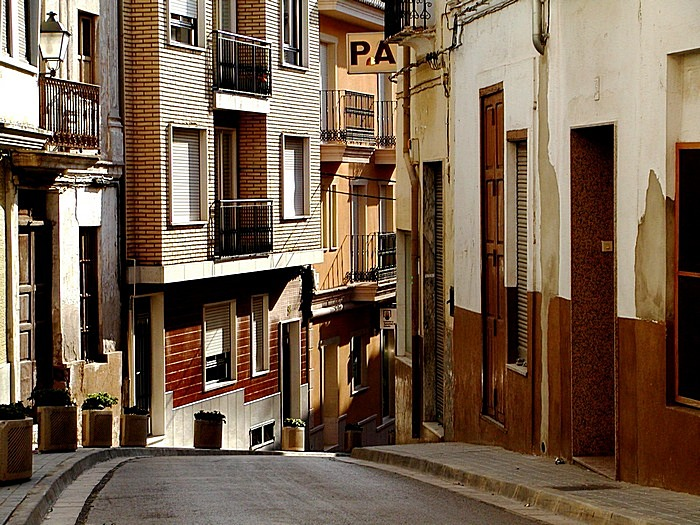
Jedna z typických ulic v Cheste
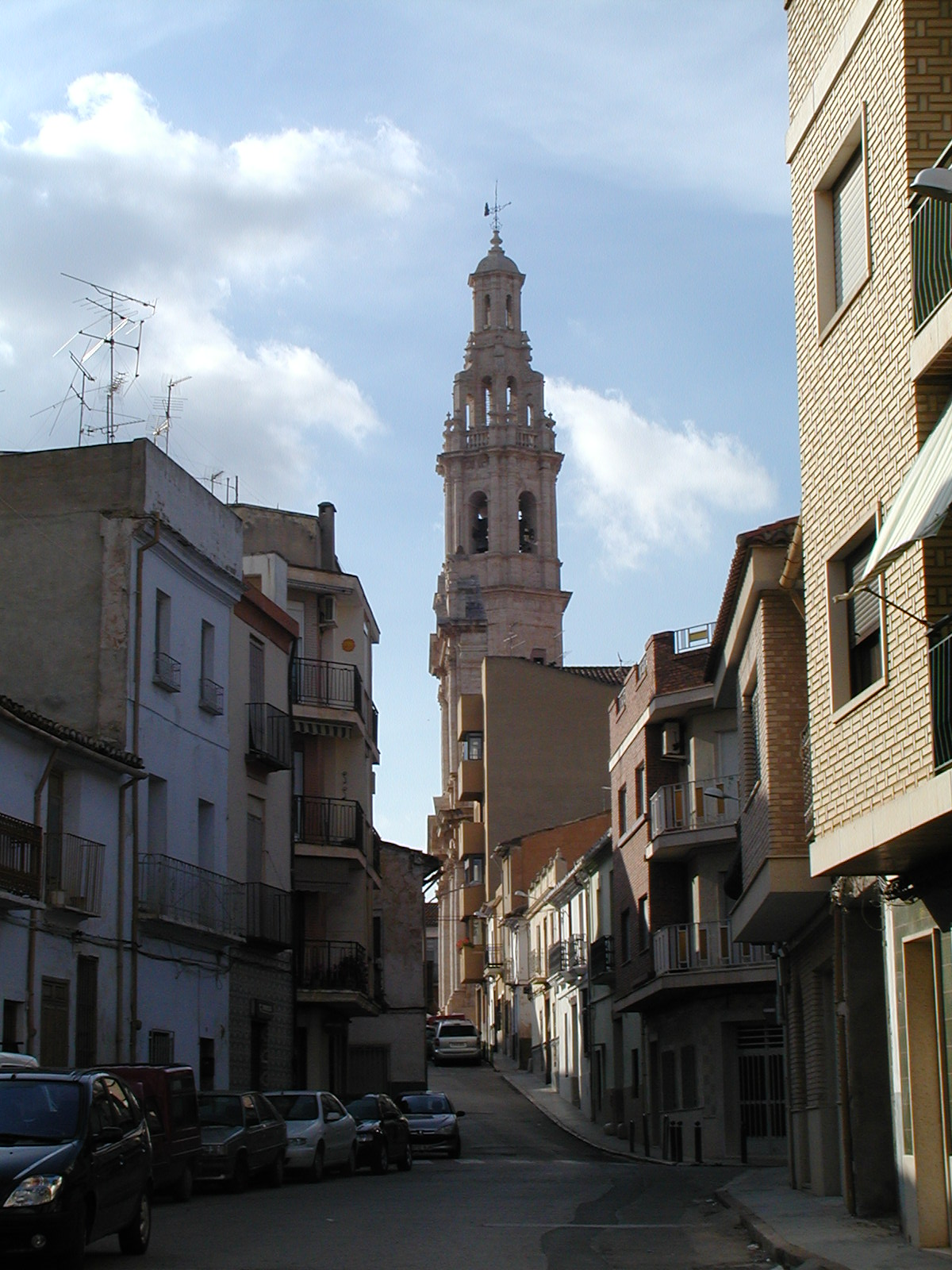
Pohled na věž kostela na náměstí z „Calle Desamparados“ – Opuštěné Ulice